# Jean Cosmat
Jean Cosmat (* 3. Juli 1910 in Nantes; † 29. März 2010 ebenda) war ein französischer Ruderer.

## Biografie
Jean Cosmat trat bei den Olympischen Sommerspielen 1936 in Berlin zusammen mit Marcel Chauvigné sowie den Brüdern Marcel und Fernand Vandernotte im Vierer mit Steuermann an. Als Steuermann fungierte dabei Fernands zwölfjähriger Sohn Noël. Die Besatzung gewann hinter dem deutschen und dem Schweizer Boot die Bronzemedaille. Bereits zwei Jahre zuvor hatte die Crew bei den Europameisterschaften in Luzern die Silbermedaille gewinnen können.
2008 wurden er und Noël Vandernotte mit dem Ordre national du Mérite ausgezeichnet. 2010 starb er drei Monate vor seinem 100. Geburtstag, nachdem er in seinem Haus in Nantes die Treppe heruntergefallen war.